# Monasterio de San Benedetto (Militello en Val di Catania)
Iglesia y antigua Abadía de San Benedetto di Militello en Val di Catania.

## Historia
Buscado por el marqués Francesco Branciforte y su esposa Giovanna de Austria, y completado por su hija Margherita, el majestuoso complejo benedictino de Militello (segundo en tamaño en Sicilia sólo después de los de Catania y Monreale) fue construido entre 1616 y 1646, basándose en un diseño de Valeriano De Franchis, y se caracteriza por su planta manierista con notables pinceladas barrocas en la talla.
El terremoto de 1693 dañó el tercer orden de la fachada, que fue hábilmente reconstruida para albergar el campanario, diseñado por el arquitecto militellese Antonino Scirè (1725); También sufrió graves daños el artístico pórtico de columnas del claustro de los monjes, sobre el cual se abrían grandes terrazas, que luego fue demolido y nunca reconstruido.La amplia y luminosa iglesia, coronada en el crucero por una original linterna octogonal, presenta en una sola nave obras maestras de excepcional factura, como: La Última Comunión de San Benito de Sebastiano Conca (1680-1764); un busto relicario de plata que representa a San Benito del siglo XVIII; la bella estatua del siglo XVII de la Virgen del Rosario (o de las Victorias), procedente de un taller napolitano, donada a la abadía por Juana de Austria en homenaje a la Virgen por la victoria de su padre Don Giovanni de Austria contra los turcos. en la Batalla de Lepanto; el extraordinario coro de monjes de 1727, en madera tallada, que representa los misterios del Santo Rosario y escenas de la vida de San Benito y San Plácido; el altar mayor de mármol de Paro con elaboradas incrustaciones de piedra de 1727; la capilla del Santo Niño, muy decorada, caracterizada por un rico sagrario escalonado de madera dorada y notables frescos que enmarcan la tumba del príncipe fundador, en cuyo interior están también enterrados su hermano Vincenzo (abad de Nuovaluce) y sus dos hijas.

Las bibliotecas albergaban el Tabulario, en el que se conservaba la bula de erección del monasterio firmada por el Papa Pablo V (18 de enero de 1614).

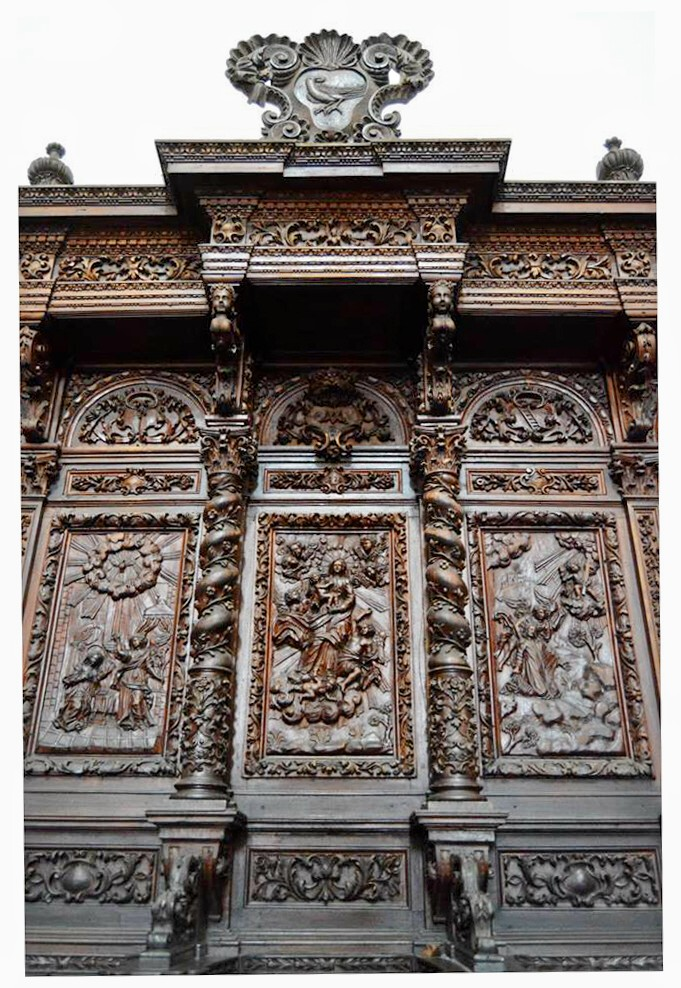
Coro de monjes, detalle.
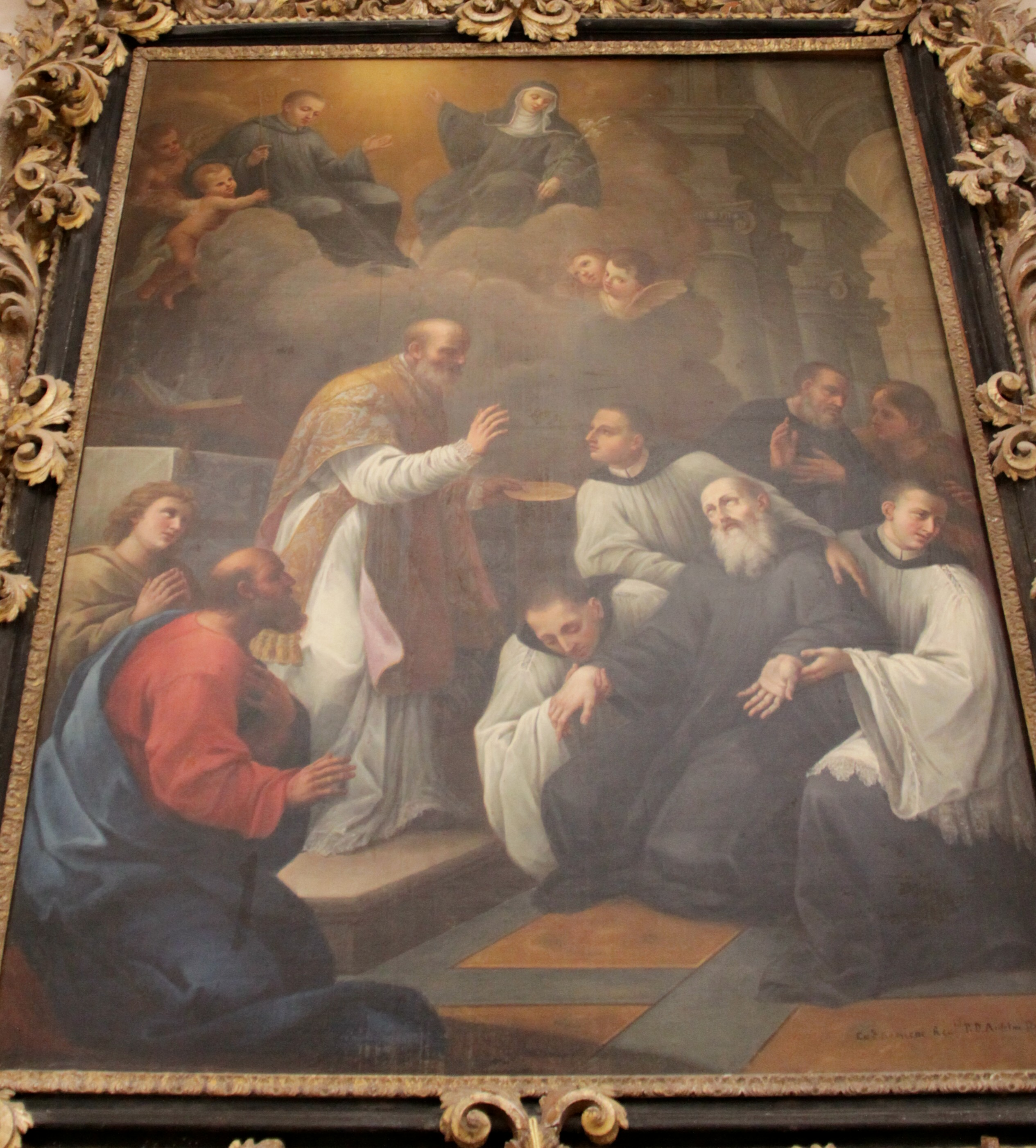
Retablo "Última Comunión de San Benito" de Sebastiano Conca (siglo XVIII).
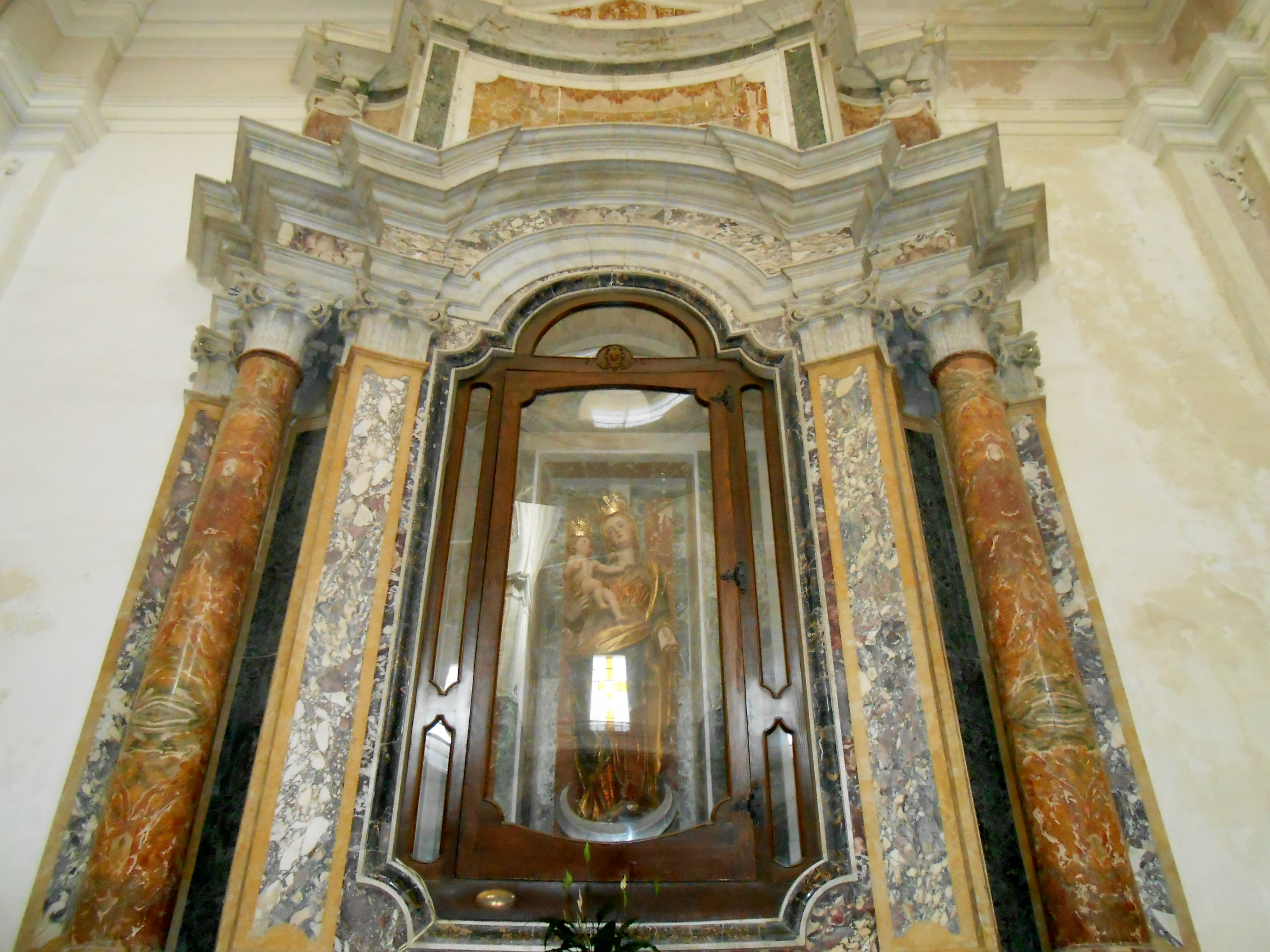
Capilla de Nuestra Señora de las Victorias.